# ペ・スルギ
ペ・スルギ（배슬기、1986年9月27日 - ）は 大韓民国の
女優、歌手。

## 経歴
京畿道加平郡出身。 所属会社は ジティビエントテインモントと 2005年に 'もっと赤' 1期で歌手にデビューした。 2006年にデジタルシングルアルバム One For Loveをソロ活動を始めた。 SBS 芸能プログラム 'ラブレター'で復古ダンスを 12弾までのお目見えした。